# Constantin Céphalas
 (janvier 2025).
Constantin Céphalas (en grec ancien : Κωνσταντῖνος Κεφαλᾶς / Konstantînos Kephalâs) est un érudit byzantin du Xe siècle.
Sa version de l’Anthologie grecque est la base de l’Anthologie de Planude et de l’Anthologie palatine, découverte par Saumaise en 1606 dans la Bibliothèque palatine de Heidelberg.